# 라일리양부드러운털쥐
라일리양부드러운털쥐(Millardia kathleenae)는 쥐과에 속하는 설치류의 일종이다. 미얀마 중부 지역에서만 발견되며, 포파 산에서도 발견된 기록이 있다.